# Jacques-François Delyen
Jacques-François Delyen, né le 20 juillet 1684 à Gand et mort le 3 mars 1761 à Paris, est un peintre belge, principalement de portraits.

## Biographie
Entré en apprentissage chez Nicolas de Largillierre aux alentours de 1710-1715, Delyen se rapproche stylistiquement de son maitre.
Il est reçu à l'Académie Royale le 24 novembre 1725 sur présentation des portraits de Nicolas Bertin et de Guillaume Coustou. Il expose alors régulièrement aux salons de l’Académie qui auront lieu de 1737 à 1747.
Ses œuvres sont fort rares mais révèlent un artiste plus qu’attachant, spirituel même dans les quelques autoportraits qui subsistent de lui.

## Œuvres partielles
- Autoportrait, v. 1710-1715, Zurich, coll. Rau.
- Autoportrait, 1714, Nîmes, musée des Beaux-Arts.
- Portrait de la mère de l’artiste, 1714, Nîmes, musée des Beaux-Arts.
- Autoportrait, v. 1720-1725[3].
- Portrait de Claude-Bernard Rousseau, v. 1710-1715, galerie Marcus en 1984.
- Portraits de Louis Lagoille de Courtagnon, maitre des Eaux et Forêts de Champagne et de son épouse Marie Catherine Le Franc, 1724[4].
- La Marmotte, 1731, galerie Marcus en 1965.
- Portrait d’homme, 1739, galerie Heim en 1956.
- Portrait de femme en source, 1742, Orléans, musée des Beaux-arts.
- Un buveur sous la treille, salon de 1745.
- Portrait de Nicolas René Berryer, lieutenant de police, 1750, Troyes, musée des Beaux-arts.
- Portrait de Nicolas René Berryer, ministre de la marine, gravé par Jean-Georges Wille d’après Delyen, Versailles, musée national du château .
- Portrait de Guillaume Coustou, sculpteur, 1725, Versailles, musée national du château.
- Portrait de Nicolas Bertin, peintre, travaillant au dessin préparatoire pour son tableau Bacchus et Ariane, 1725, Versailles, musée National du château.
- Portrait de Monsieur de Solmaquier en chasseur, 1738[5].
- Portrait de femme assise à la robe blanche. Pastel signé en bas à gauche : « Lyen 1713 »[6].
- Portrait de René Aubert d’Aubeuf, abbé de Vertot, historien de l’Ordre de Malte, membre de l’Académie royale des Inscriptions et Belles-Lettres en 1701, gravé par Laurent Cars d’après Delyen.

## Galerie

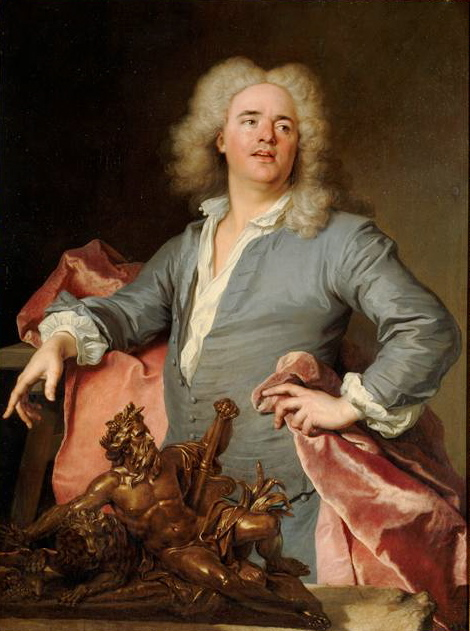
Portrait du sculpteur Guillaume Coustou, musée de Troyes.
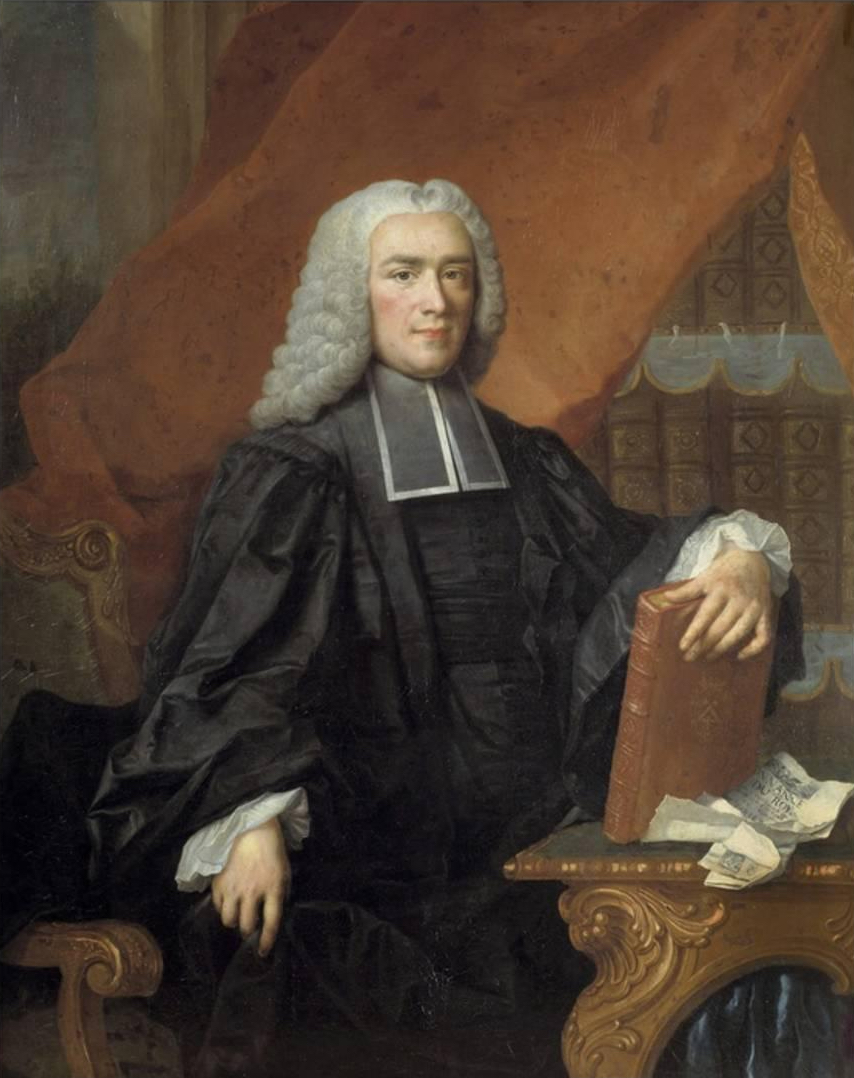
Portrait de Nicolas-René Berryer, château de Versailles.
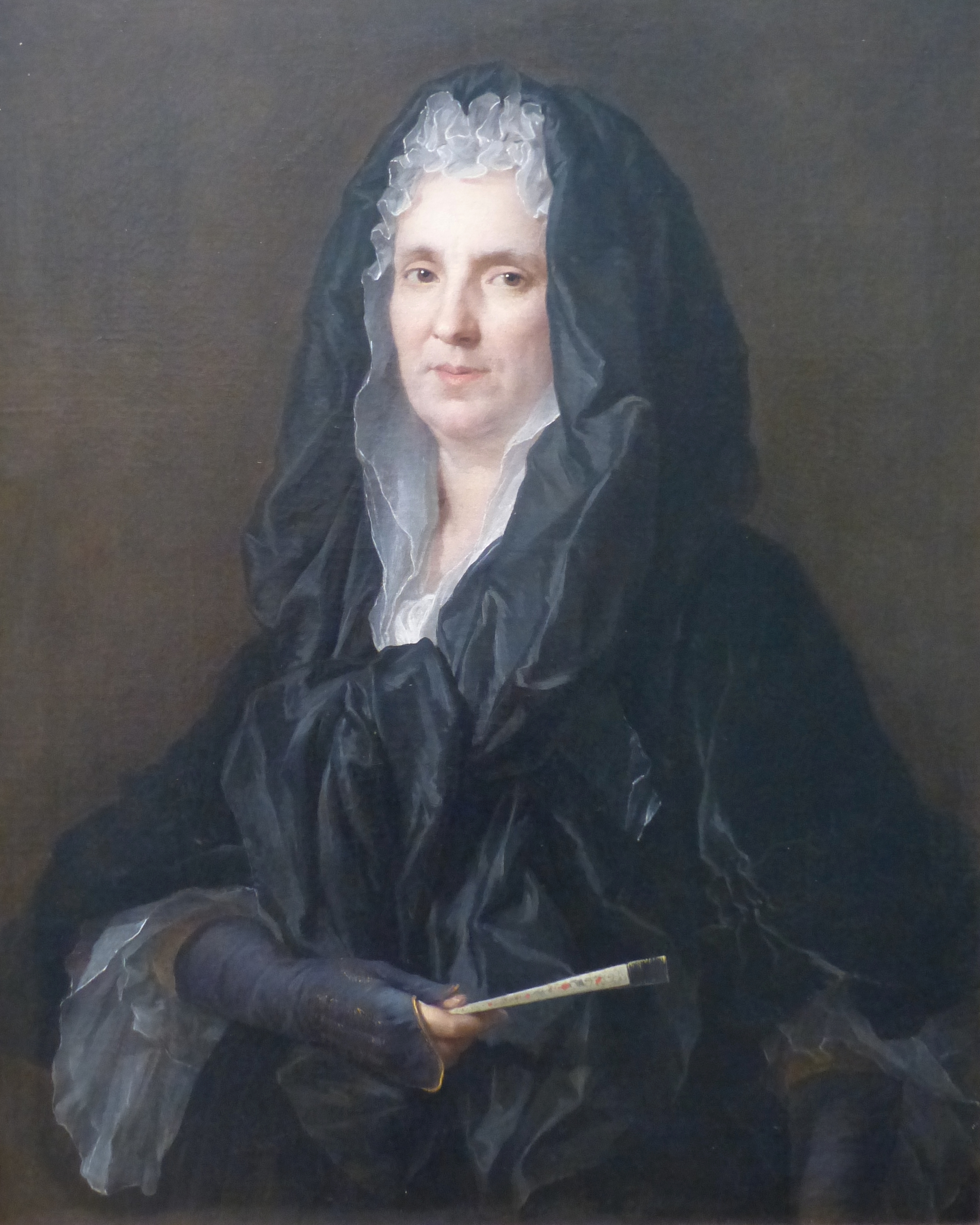
Portrait de la mère de Delyen, 1714, musée des beaux-arts de Nîmes.
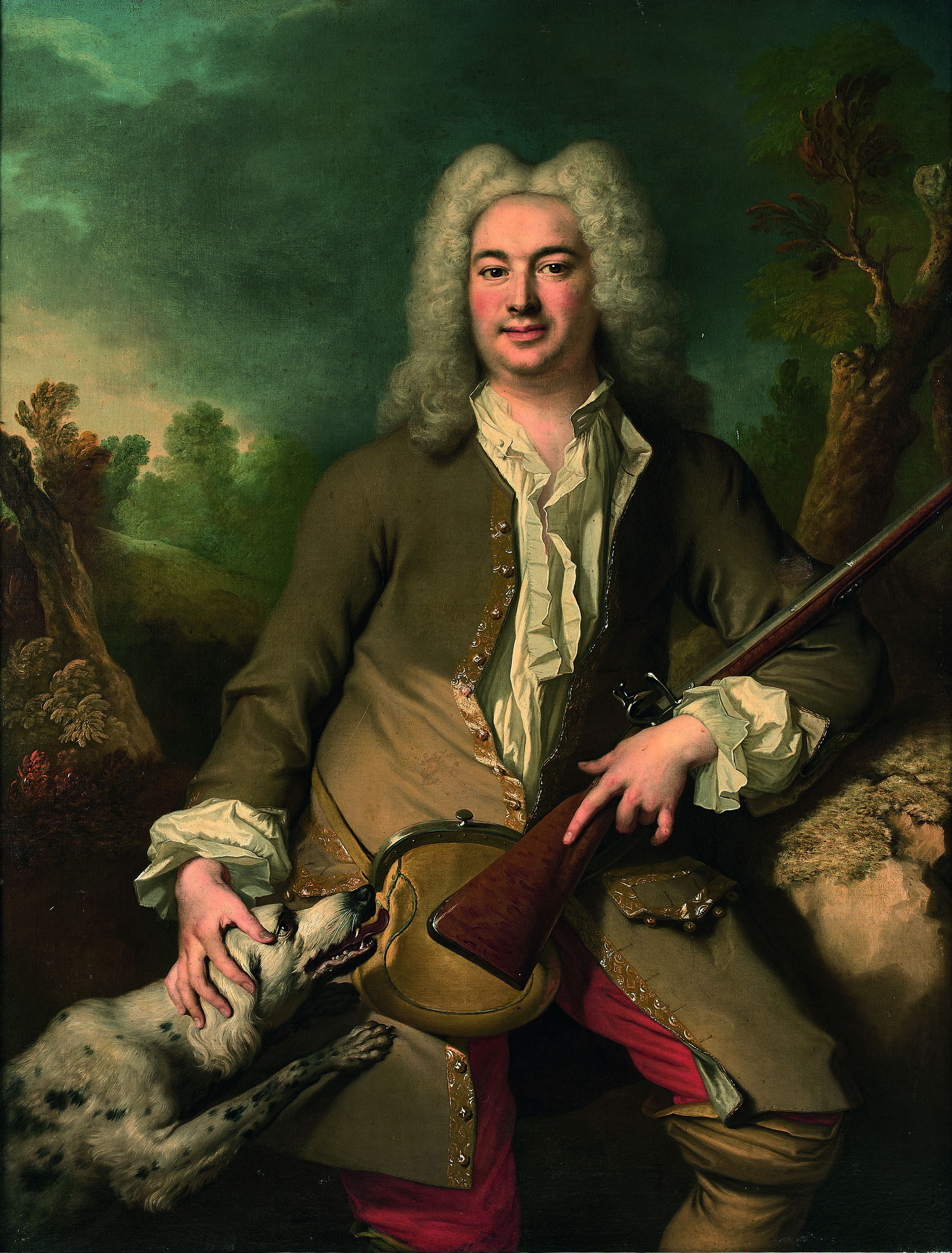
Louis Lagoille de Courtagnon, grand maître des eaux et forêts de Champagne, 1723
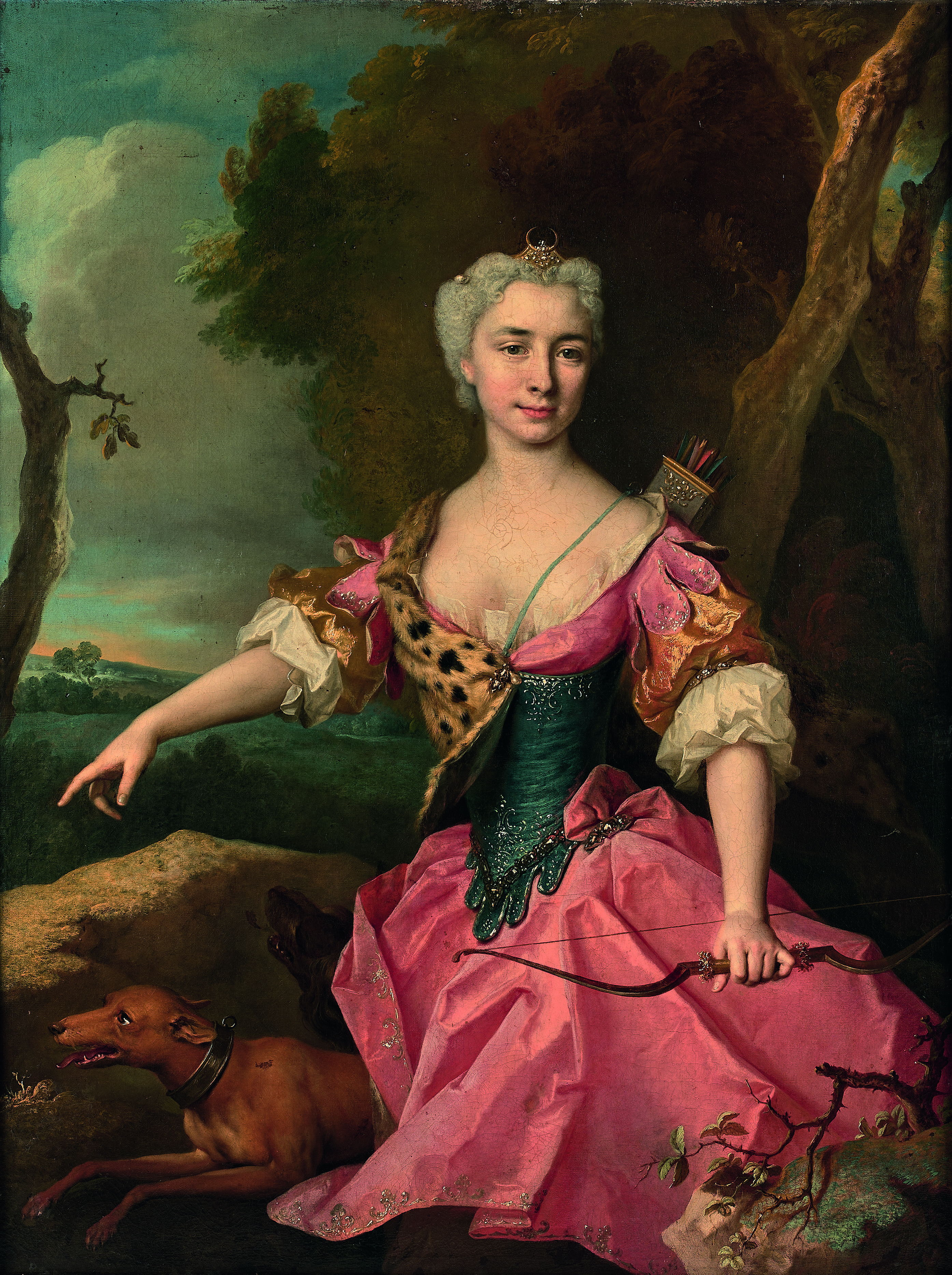
Marie Catherine Le Franc de Courtagnon, 1724